# 莫塔德尔库埃尔沃
莫塔德尔库埃尔沃，是西班牙卡斯蒂利亚-拉曼恰昆卡省的一个市镇。总面积176平方公里，总人口5652人（2001年），人口密度32人/平方公里。